# Balta Albă (gmina)
Balta Albă – gmina w Rumunii, w okręgu Buzău. Obejmuje miejscowości Amara, 
Balta Albă, Băile i Stăvărăști. W 2011 roku liczyła 2590 mieszkańców.